# Focke-Wulf Fw 58 Weihe
Focke-Wulf Fw 58 Weihe — німецький тренувальний літак міжвоєнного періоду, призначений для навчання пілотів, бортових стрільців і радистів.

## Оператори
Австрія
- ВПС Австрії

Аргентина
- ВПС Аргентини - 3 імпортовані (1938–1952)

Бразилія
- Військово-морські сили Бразилії - ліцензійне виробництво з 1938 року
- ВПС Бразилії
- Синдикато Кондор
- Varig

Болгарія
- ВПС Болгарії - 8 імпортованих у 1937-1939 рр.

Незалежна держава Хорватія
- ВПС Хорватії

Чехословаччина
- ВПС Чехословаччини

Фінляндія
- ВПС Фінляндії

Нацистська Німеччина
- Люфтваффе

Угорщина
- ВПС Угорщини - ліцензійне виробництво

Нідерланди
- Королівські ВПС Нідерландів

Норвегія
- Королівські ВПС Норвегії (після війни)

Польща
- ВПС Польщі

Румунія
- Королівські ВПС Румунії
- ВПС Румунії (після війни)
- Придністровська повітряна ділянка

Словаччина
- ВПС Словаччини (1939–1945)

Іспанія
- ВПС Іспанії

Туреччина
- ВПС Туреччини

Радянський Союз
- Радянські ВПС